# Paul Hongne
Paul Hongne (1919 - 1979) was een Frans fagottist.

## Biografie
Tijdens de Tweede Wereldoorlog werd Hongne geïnterneerd in kampen in Polen. Na de oorlog maakte hij snel carrière. Vanaf 1948 is hij lid van het in 1946 opgerichte Quintette à vent français (het Franse blaaskwintet) ter vervanging van Maurice Allard. Verder speelde hij vanaf 1951 in het nieuw opgerichte Ensemble Baroque de Paris. In beide ensembles speelt hij samen met Jean-Pierre Rampal, fluit en Pierre Pierlot, hobo. Hij verving Gérard Faisandier in het Ensemble instrumental à vent de Paris vanaf 1969.
Hij wekte mee aan meer dan 200 opnames, vooral voor het Franse label Erato. Hij nam de belangrijkste barokconcerten op onder leiding van Jean-François Paillard en de concerten uit de klassieke en romantische periode met dirigent Theodor Guschlbauer, naast veel kamermuziekwerken. Hij gaf concert op vijf continenten. Zijn spel was van grote invloed op de fagotwereld.
- Biblioteca Nacional de España: XX1613873
- Bibliothèque nationale de France: cb13950781x (data)
- CiNii: DA11057815
- International Standard Name Identifier: 0000 0000 6301 6828
- Library of Congress Control Number: n82028121
- MusicBrainz: 6d80e5af-acdc-4309-bb2f-5050079d6f97
- Nationale Bibliotheek van Tsjechië: xx0085938
- Nationale Bibliotheek van Israël: 987007424960505171
- Système universitaire de documentation: 171658493
- Virtual International Authority File: 22333778
- WorldCat: E39PBJdRtgqTdfDTBjcbxwDyVC